# حسين الكاشاني
حسين الكاشاني (1315 - 1385 هـ / 1897 - 1965 م) هو قاضي شرعي وشاعر، من أهل كاشان.
هو حسين بن محمد رضي الدين بن حسين الكاشاني. ولد في كاشان وتلقى علومه الأولية فيها ثم رحل إلى النجف لإكمال الدراسة. عمل بعدها بالتدريس ومن ثم في القضاء.

## آثاره
من آثاره: «الفقه الأصيل»، و«تفسير للقرآن الكريم»، و«كتاب في المواعظ»، و«في المعتل من اللغة العربية».